# Atmoceras plumosa
Atmoceras plumosa is een vlinder uit de familie van de spanners (Geometridae). De wetenschappelijke naam van de soort is voor het eerst geldig gepubliceerd in 1906 door William Warren. Het is de typesoort van het nieuwe geslacht Atmoceras dat Warren in dezelfde publicatie beschreef.
De vlinder werd verzameld door Albert Stewart Meek in Brits-Nieuw-Guinea in de periode 1904-1905.